# Saori Kimura
Saori Kimura (木村 沙織?, Kimura Saori; Hachiōji, 19 agosto 1986) è un'ex pallavolista giapponese.
Giocava nel ruolo di schiacciatrice.

## Carriera
Saori Kimura inizia la sua carriera pallavolistica nei tornei scolastici giapponesi nel 2002 con la squadra della Seitoku High School: l'anno successivo è già nel giro della nazionale giapponese vincendo una medaglia di bronzo al campionato asiatico e oceaniano. Nel 2004, sempre con la nazionale partecipa alla spedizione olimpica di Atene.
Nel 2005 fa il suo esordio nel massimo campionato giapponese con la maglia delle Toray Arrows, dove resta per sette annate e con la quale si è laureata quattro volte campione del Giappone. In questo arco di tempo con la nazionale ha vinto tre medaglie al campionato asiatico e oceaniano, tra cui quella d'oro nel 2007, che mancava alla squadra giapponese da ben quattordici anni. Nel 2010 vince la medaglia di bronzo al campionato mondiale, mentre nel 2012 si aggiudica la medaglia di bronzo ai Giochi della XXX Olimpiade.
Nella stagione 2012-13 si trasferisce in Turchia, ingaggiata dal VakıfBank Spor Kulübü, militante nel massimo campionato, con cui vince la Coppa di Turchia, la Champions League e il campionato; nel 2013, con la nazionale, vince la medaglia d'argento al campionato asiatico e oceaniano e quella di bronzo alla Grand Champions Cup. Nell'annata successiva passa al Galatasaray Spor Kulübü: con la nazionale arriva all'argento al World Grand Prix 2014.
Ritorna in patria nella stagione 2014-15, nuovamente nelle Toray Arrows, dove resta per tre annate: al termine della stagione 2016-17 annuncia il suo ritiro dall'attività agonistica.

## Palmarès

### Club
- Campionato giapponese: 4

2007-08, 2008-09, 2009-10, 2011-12
- Campionato turco: 1

2012-13
- Coppa dell'Imperatrice: 2

2007, 2011
- Coppa di Turchia: 1

2012-13
- / V.League Top Match: 1

2010
- CEV Champions League: 1

2012-13

### Nazionale (competizioni minori)
- Piemonte Woman Cup 2010
- Montreux Volley Masters 2015

### Premi individuali
- 2007 - Campionato asiatico e oceaniano: Miglior servizio
- 2009 - V.League Top Match: Most Impressive Player
- 2009 - Campionato asiatico e oceaniano: Miglior servizio
- 2010 - V.League Top Match: MVP
- 2010 - World Grand Prix: Miglior realizzatrice